# SNR G011.2−00.3
SNR G011.2−00.3, llamado también G11.2−0.3 y AJG 75, es un resto de supernova que se localiza en la constelación de Sagitario.

## Morfología
En banda de radio, SNR G011.2−00.3 tiene una estructura bien definida en forma de cáscara, simétrica. A mayor resolución, se aprecian arcos y bucles, más prominentes al noreste.
En rayos X, SNR G011.2−00.3 tiene las características de un resto de supernova joven, como por ejemplo una cáscara distintiva y bastante simétrica, así como una brillante nebulosa de viento de púlsar (PWN) —véase más abajo—. También se aprecia como el «choque reverso» ha vuelto desde el centro del remanente, confinando y comprimiendo la citada nebulosa.
En la banda de 24 μm del infrarrojo, el telescopio Spitzer también detectó una cáscara brillante y completa, equivalente a la observada en radio y rayos X. La emisión en esta parte del espectro se atribuye a granos calentados por colisiones.

## Remanente estelar
El púlsar asociado a SNR G011.2−00.3, PSR J1811-1925, no emite de forma apreciable en banda de radio —lo que hace que solo se pueda estudiar en rayos X— y posee un gran campo magnético. Su período de rotación es de 65 ms.
Forma una nebulosa de viento estelar donde se aprecian «jets» brillantes y una tenue estructura de toro dentro de una región más grande y difusa de emisión de radio y rayos X no térmicos.
Este púlsar fue descubierto en rayos X blandos por el satélite ASCA.

## Edad y distancia
SNR G011.2−00.3 tiene una edad —estimada por el ritmo medio de expansión de la cáscara— de 1400 - 2400 años.
Por otra parte, se encuentra a una incierta distancia de 4400 o 5000 (± 500) pársecs; otros estudios sitúan a este resto de supernova algo más alejado, en el rango entre 5500 y 7000 pársecs.

## Asociación con SN 386
Aunque inicialmente se pensó que SNR G011.2−00.3 era el resto de una posible supernova observada en 386 por astrónomos chinos, dicha asociación fue posteriormente descartada. La supernova que dio lugar a SNR G011.2−00.3 no pudo ser visible a simple vista en la Tierra, dada su distancia y la gran extinción interestelar que su luz experimentaría antes de llegar a nosotros. Hoy se considera más probable que sea SNR G007.7-03.7 el resto de aquel evento.